# Шипшина повстиста
Шипшина повстиста (Rosa tomentosa) — вид рослин з родини розових (Rosaceae); поширений у Європі й Туреччині.

## Опис
Кущ 15–20 дм. Листочки знизу з домішкою дрібних залозок, опушені з 2 сторін, на краю двічі залозисто-зубчасті. Чашолистки при гіпантіях звернені вгору або в сторони. Кущ кореневищний чи ні. Стебла викривлені, 7–20(30) дм. Квітки діаметром 3.5–5 см; чашолистки яйцевидно-ланцетні, 15–25 × 2–3 мм; пелюстки рожеві, рідко білі, 8–15 × 10–15 мм. Ягоди шипшини темно-червоні, довгасті, яйцеподібні або круглої форми, 10–15 × 10–12 мм. 2n = 35.

## Поширення
Поширений у Європі й Туреччині; мабуть інтродукований до Ірландії та Грузії; інтродукований до США.
Чагарник знайдений у живоплотах, уздовж огорож та дамб, у сухому листяному лісі, чагарниках, на узліссях та полянах, а також у відкритих, сухих луках у гірських та нижчих субальпійських зонах, росте у глибоко вологих ґрунтах. 
В Україні вид зростає у лісах, на узліссях, серед чагарників, на пустирях, біля доріг — на Правобережжі в лісових і лісостепових районах, зрідка на Лівобережжі в лісостепових та північних степових районах.

## Загрози та охорона
В Угорщині виду загрожують вирубки, грубі методи ведення лісових масивів, залісення чужорідними видами та очищення від чагарників. У Швеції видалення живоплотів, посадка пасовищ та хімічний контроль є загрозою, тоді як у Данії втрата середовища проживання через зміну сільського господарства та рільництва та пасовища є загрозою; вважається, що урбанізація також мала негативний вплив.
Рослина критично загрожена у Швеції й Данії. Враховуючи широке розповсюдження, вид майже напевно трапляється в заповідних зонах.

## Використання
Плід їстівний сирий або варений і багатий вітаміном С, а насіння є хорошим джерелом вітаміну Е.